# Convento di San Francesco (Ozieri)
Il convento di s. Francesco è ubicato nel centro storico di Ozieri, nel rione Cuzzolu, cioè nella periferia nord ovest dell'abitato. Dal 1985 il complesso ospita la biblioteca comunale di Ozieri.

## Storia
Nel 1470, Bernardino da Feltre e il frate Giacomo Del Rio fondano ad Ozieri un convento degli Osservanti annesso alla chiesa della Nostra Segnora de S'oredu (oggi Madonna di Loreto). Il convento si dimostrò troppo piccolo per le crescenti necessità dei frati, in considerazione della dimensione del centro abitato di Ozieri. Nel 1528 i Francescani abbandonarono il sito di S. Maria del Loreto, per recarsi nella più località di Bidda Ossana, vicina a Ozieri.
Il nuovo convento fu edificato presso la chiesa di San Francesco (Ozieri); per alcuni decenni i frati dovettero accontentarsi di un alloggiamento provvisorio, visto che l'edificazione del convento ebbe inizio solo verso il 1550. I lavori procedettero a rilento, nel 1600 erano stati realizzati solo il primo piano ed il chiostro; il vescovo Andrea Bacallar, in una relazione giustificava il ritardo ricordando anche la tremenda invasione di cavallette che si era verificata in quegli anni.
L'impianto era planimetricamente già definito, il convento costeggiava la chiesa e la facciata era allineata a quest'ultima, costituendo un fronte unico, come in uso in area spagnola. Le dimensioni notevoli del monastero e la natura accidentata del luogo resero molto gravoso l'investimento economico, tanto che solo grazie alle offerte della popolazione si poté portarlo a compimento.
Il Consiglio direttivo nel 1691 decide di istituire qui il Seminario Regionale per i Frati destinati alle Missioni Estere. A seguito di ciò furono eseguiti grandi lavori nel 1691 e 1696. Nel corso del Settecento Sassari richiese più volte che il convento ozierese passasse sotto la propria giurisdizione anziché quella di Roma; una bolla del 1730 dispose che il Collegio del convento dovesse obbedienza diretta al solo Superiore Generale dell'Ordine e non alla Provincia.
Sassari allora tentò nel 1768 di far trasferire il Seminario Francescano nel capoluogo infruttuosamente. Nel convento vennero ospitati il teologo Pietro e il predicatore Salvatore Asara o Azara. Il 30 novembre 1867, il convento venne soppresso; nel 1879 erano ancora presenti sette frati impiegati in vari compiti nel territorio circostante; altri erano sistemati presso amici o parenti.
Il convento e la chiesa annessa dei Minori Osservanti vennero requisiti dal Governo e quindi passati in proprietà al Municipio. Poco tempo dopo il Municipio affittò l'ex Convento già adibito parzialmente a caserma fin dal 1852 essendovi ancora i frati, e totalmente dal 1878, e la chiesa annessa, all'Esercito e chiudendo al culto la chiesa a partire dal 1890.
L'ex convento continuò ad ospitare la caserma Carlo Alberto, occupata da un reparto di fanteria, le cui adunate ed esercitazioni si svolgevano nella piazza antistante. Nel 1929 la chiesa risultava ancora adibita a deposito chimico dei militari; altri locali erano stati invece adibiti fin dal 1873 a mattatoio comunale.
Solo nel 1936 il convento fu restituito dai militari alla comunità; nel 1949 alcuni ambienti dell'ex convento ospitarono il liceo classico Leonardo da Vinci. Dai primi anni sessanta fino al 1977 circa in alcuni locali del convento ebbero sede alcune scuole; per un breve periodo il piano terra ospitò anche una banda musicale retta dal maestro Guerra.
Nel 1982 vennero eseguiti grandi dei lavori di recupero al complesso conventuale al fine di renderlo idoneo ad ospitare il nuovo Museo civico archeologico (Ozieri); quest'ultimo, inaugurato il 29 giugno 1985, qui restò fino al 2001, quando fu trasferito presso l'ex convento delle Clarisse).

## Architettura
L'edificio fu progettato instile rinascimentale, il convento ha un chiostro porticato rettangolare, con pilastri e arcate a tutto sesto su soli tre lati, essendo il quarto occupato dalla parete sinistra della chiesa. I pilastri del loggiato sono a base rettangolare, con basi squadrate e capitelli modanati a guscio e pianetto.
I portici sono voltati a crociera e mettevano in comunicazione le parti del monastero del piano terra: cucina, refettorio e cellarium. Al piano superiore erano ubicate invece la sala capitolare e il dormitorio; qui fungevano da collegamento due corridoi coperti con volte a crociera ad arco ribassato. Tra le poche opere d'arte rimaste nel convento, risalire alla fine del Settecento l'affresco realizzato nella volta dell'attuale sala conferenze, che rappresenta San Bonaventura con alcune allegorie delle arti e delle scienze.
Al centro della parete sud del chiostro, una lastra rettangolare di tufo lavorata a basso rilievo rappresenta l'araldo della famiglia dei De l'Arca, benefattori dei Francescani nel corso di vari secoli. Lo stemma rappresenta un'arca che naviga tra i flutti, sormontata da una croce gigliata alle estremità, il tutto contenuto all'interno di un ovale inciso con bordo a doppia linea; agli angoli della lastra (esternamente all'ovale) sono incise delle lettere maiuscole, ovvero D F L T (Don Francisco L'arca Tola).